# Marc Sangnier

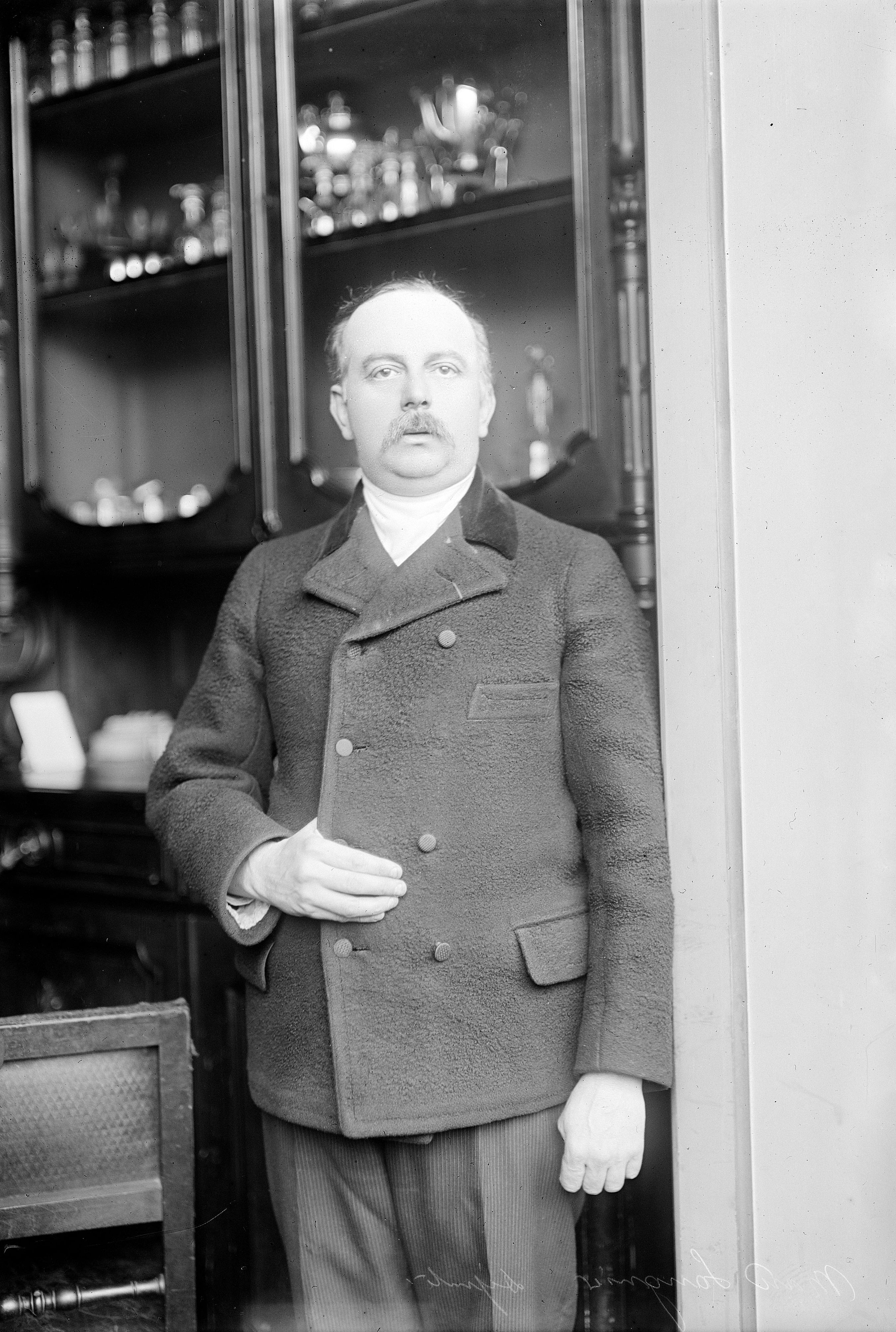
Marc Sangnier, 1919

Marc Sangnier (* 3. April 1873 in Paris; † 28. Mai 1950 ebenda) war ein französischer katholischer Denker, Politiker und Jurist, der 1894 die Bewegung Le Sillon („Die Furche“) gründete. Des Weiteren engagierte er sich für die Arbeiterbildung und gilt als einer der Pioniere der französischen Jugendherbergsbewegung.

## Leben
Von 1879 bis 1894 besuchte Sangnier in Paris das renommierte Collège Stanislas. Ab 1895 studierte er an der École polytechnique und erhielt 1898 seinen Abschluss in Recht.
Das Ziel Sangniers war, den Katholizismus mit den Idealen der Französischen Revolution zu vereinen sowie eine Alternative zur antiklerikalen sozialistischen Arbeiterbewegung zu formen. Die Bewegung Le Sillon, unter ihnen Peter Maurin als Mitglied, war anfänglich erfolgreich; Sangniers Ideen wurden jedoch von Papst Pius X. in dem apostolischen Schreiben an die französischen Bischöfe Notre charge apostolique („Unser apostolisches Amt“) vom 25. August 1910 verurteilt. Sangnier unterwarf sich und löste die Bewegung auf.
Sangnier gründete eine Tageszeitung, La Démocratie, die für die Gleichheit von Frauen, die proportionale Repräsentation bei Wahlen sowie für den Pazifismus eintrat. 1912 gründete Sangnier die Liga der Jungen Republik, um seine Vorstellung eines sozialen Katholizismus voranzubringen. Papst Benedikt XV. (1914–1922) rehabilitierte Sangnier und seine Bewegung teilweise.
1914 wurde er zum Kriegsdienst eingezogen, diente als Leutnant und wurde mit dem Croix de guerre ausgezeichnet. Wie auch andere französische Katholiken war Sangnier von der neutralen Haltung des Papstes im Krieg zunächst enttäuscht. Nach dem Krieg warb er jedoch für die deutsch-französische Aussöhnung und schloss sich der Kritik des Heiligen Stuhls am Versailler Vertrag an.
1919 wurde Sangnier ins französische Abgeordnetenhaus gewählt. Als inoffizieller Botschafter der französischen Republik beim Heiligen Stuhl trug er mit dazu bei, dass die diplomatischen Beziehungen 1921 wiederhergestellt wurden. 1923 wurde er im Parlament „niedergeschrien“, weil er sich gegen die Besetzung des Ruhrgebietes und für eine Versöhnung mit dem „Erbfeind“ Deutschland einsetzte. 1924 schied er aus dem Parlament aus. Seine pazifistische Haltung wurde zunehmend unpopulär, weshalb er 1929 ein so schlechtes Wahlergebnis erzielte, dass er sich endgültig aus der Politik zurückzog und sich ganz auf die Verbreitung seiner Ideen konzentrierte.
1932 gründete er das Blatt L’Éveil des Peuples („das Erwachen der Völker“), an dem sich unter anderem Pierre Cot und René Cassin zeitweise beteiligen. Schon 1928 hatte er dem damals 19-jährigen Émilien Amaury (später ein bedeutender Zeitungsverleger in Frankreich) eine erste Anstellung bei einem seiner Blätter verschafft.
Sangnier war auch ein Vorreiter des französischen Jugendherbergswesens. Nach einem Gespräch mit dem Deutschen Richard Schirrmann beschloss Sangnier, die Idee auch in Frankreich umzusetzen. 1929 wurde in Boissy-la-Rivière im Département Essonne die erste französische Jugendherberge gebaut.
Im Zweiten Weltkrieg stellte Sangnier sein Blatt der Résistance zur Verfügung. Während der Besetzung durch Deutschland wurde er von der Gestapo verhaftet und im Gefängnis von Fresnes inhaftiert. Nach der Befreiung vertrat er von Oktober 1945 bis zu seinem Tod 1950 als Abgeordneter in der französischen Nationalversammlung das Mouvement républicain populaire (MRP).

## Werke
- Discours (in 10 Bänden):

- Tome I − 1891–1906
- Tome II −1906–1909
- Tome III −1910–1913
- Tome IV − 1912–1913
- Tome V − 1913–1919
- Tome VI − 1919–1922
- Tome VII − 1922–1923
- Tome VIII − 1923–1925
- Tome IX − 1925–1929
- Tome X − 1930–1937

- L'Éducation sociale du peuple, Paris, Rondelet, 1899
- Le Sillon, esprit et méthodes, Au Sillon, 1905
- L'Esprit démocratique, Paris, Perrin, 1905
- Par la mort, Au Sillon, 1905
- Une méthode d'éducation démocratique, Au Sillon, 1906
- Au lendemain des élections (Unter dem Pseudonym François Lespinat), Au Sillon, 1906
- La vie profonde, Paris, Perrin, 1906
- Le plus grand Sillon, Au Sillon, 1907
- La trouée, Au Sillon, 1908
- Devant l'affiche, Au Sillon, 1908
- Chez les fous, Au Sillon, 1908
- La lutte pour la démocratie, Paris, Perrin, 1908
- Dans l'attente et le silence, Au Sillon, s.d. Aux sources de l'éloquence, Paris, Bloud et Gay, 1908
- Conférences aux soldats sur le front, Bloud et Gay, 1918
- Ce que savent les jeunes Français d'aujourd'hui, La Démocratie, 1918
- Le val noir, La Démocratie, 1919
- L'âme commune, 1920–1921
- L'anniversaire, La Démocratie, 1928
- Albert de Mun, Paris, Alcan, 1932
- Autrefois, Paris, Bloud et Gay, 1933
- Le pacifisme d'action, Paris, Foyer de la Paix, 1936
- Le combat pour la paix, Paris, Foyer de la Paix, 1937
- Histoire des auberges de la jeunesse, édité par "Les auberges", 1946

## Einzelbelege
1. ↑  Rehabilitating a Radical Catholic: Pope Benedict XV and Marc Sangnier, 1914–1922, in: The Journal of Ecclesiastical History (2009), 60:514-533 Cambridge University Press, doi:10.1017/S0022046907002539.
2. ↑  Winfried Becker: Deutsche Friedensbewegungen der Weimarer Republik in ihren Beziehungen zu Marc Sangnier. In: Historisches Jahrbuch, Jg. 125 (2005), S. 175–221.
3. ↑  Archivierte Kopie (Memento des Originals vom 10. August 2011 im Internet Archive)  Info: Der Archivlink wurde automatisch eingesetzt und noch nicht geprüft. Bitte prüfe Original- und Archivlink gemäß Anleitung und entferne dann diesen Hinweis. Porträt von Alfons Erb, Initiative wertvolle Zukunft im Erzbistum Freiburg
4. ↑  Marc Sangnier. In: Base de données des députés français depuis 1789. Nationalversammlung (Frankreich), abgerufen am 19. Januar 2020 (französisch).

| Personendaten    | Personendaten                                                             |
| ---------------- | ------------------------------------------------------------------------- |
| NAME             | Sangnier, Marc                                                            |
| KURZBESCHREIBUNG | französischer römisch-katholischer Denker, Politiker, Theologe und Jurist |
| GEBURTSDATUM     | 3. April 1873                                                             |
| GEBURTSORT       | Paris                                                                     |
| STERBEDATUM      | 28. Mai 1950                                                              |
| STERBEORT        | Paris                                                                     |